# 亨宁·格雷南德
亨宁·格雷南德（瑞典語：Henning Grenander，1874年8月4日—1958年3月11日），瑞典男子花样滑冰运动员，主攻单人滑。他曾代表瑞典参加世界花样滑冰锦标赛，获得一枚金牌。